# Bassus niger
Bassus niger är en stekelart som först beskrevs av Papp 1971.  Bassus niger ingår i släktet Bassus och familjen bracksteklar. Inga underarter finns listade.